# Christian Gabriel
Cristian Gabriel (Sertãozinho, 10 de maio de 2002) é um atleta paralímpico brasileiro da classe T37 (com paralisia cerebral). Conquistou ouro nos 100m e nos 200m no Mundial de Jovens de Atletismo em Nottwill em 2019 . No mundial de Dubai em 2019 chegou a final nas duas provas, terminando em quarto e quinto lugares respectivamente. 
Em 2021 foi convocado pelo Comitê Paralímpico Brasileiro para representar o Brasil nos Jogos Paralímpicos de Verão de 2020 em Tóquio. [carece de fontes?]